# Hôtel de ville d'Echternach
L'hôtel de ville d'Echternach est un bâtiment historique, siège de la commune d'Echternach, au Luxembourg.

## Histoire
Le bâtiment est construit à l'époque baroque. Il remplacé un ancien hôtel de ville qui se trouvait de l'autre côté de la rue, dont il ne reste aujourd'hui que la loggia couverte, autrefois soutenue par cinq colonnes.

## Description
Le bâtiment, situé sur la place du marché d'Echternach, est adjacent au Dënzelt. Il présente une façade symétrique. Deux escaliers permettent d'accéder à l'étage principal.

## Galerie d'images

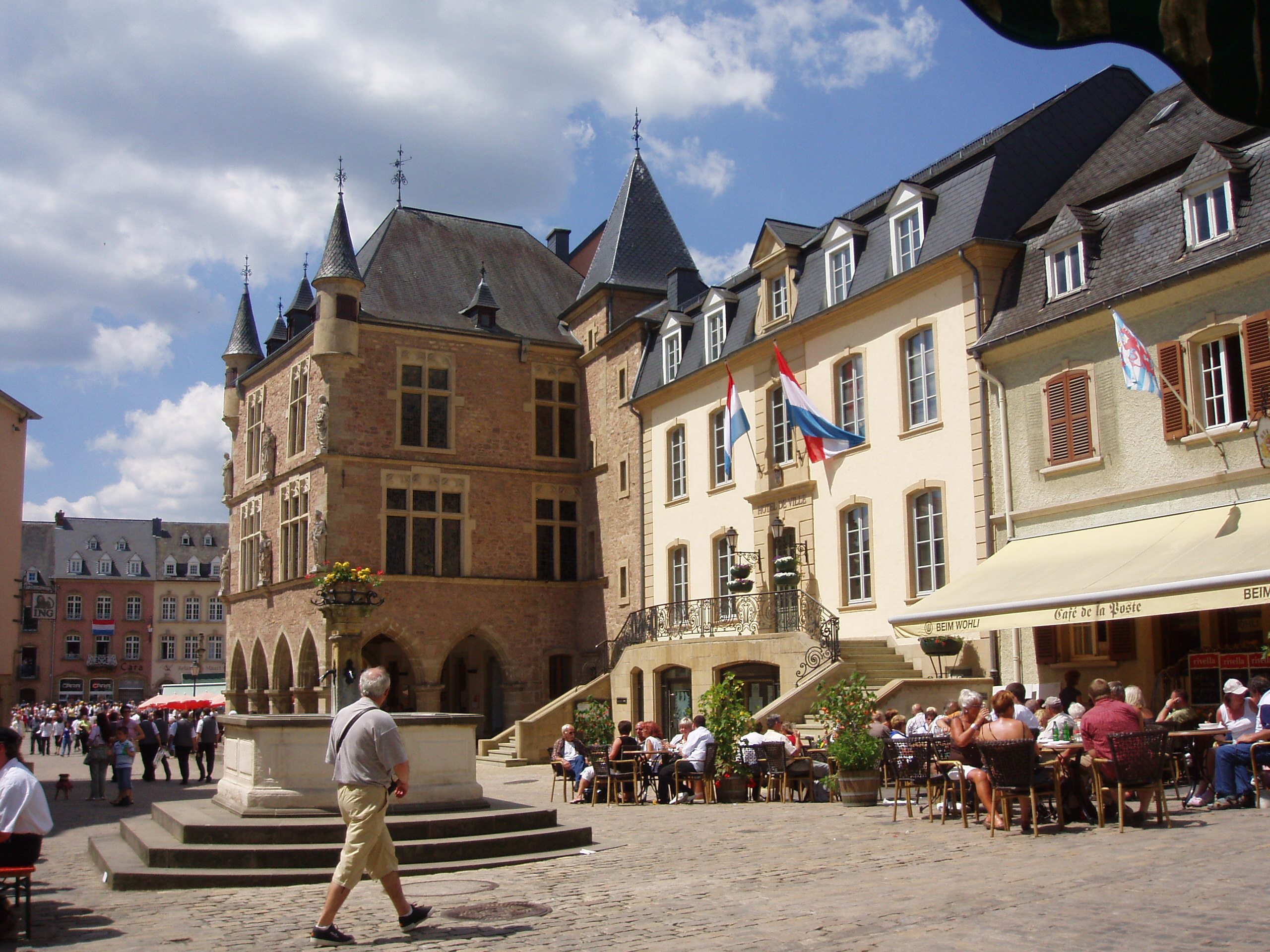
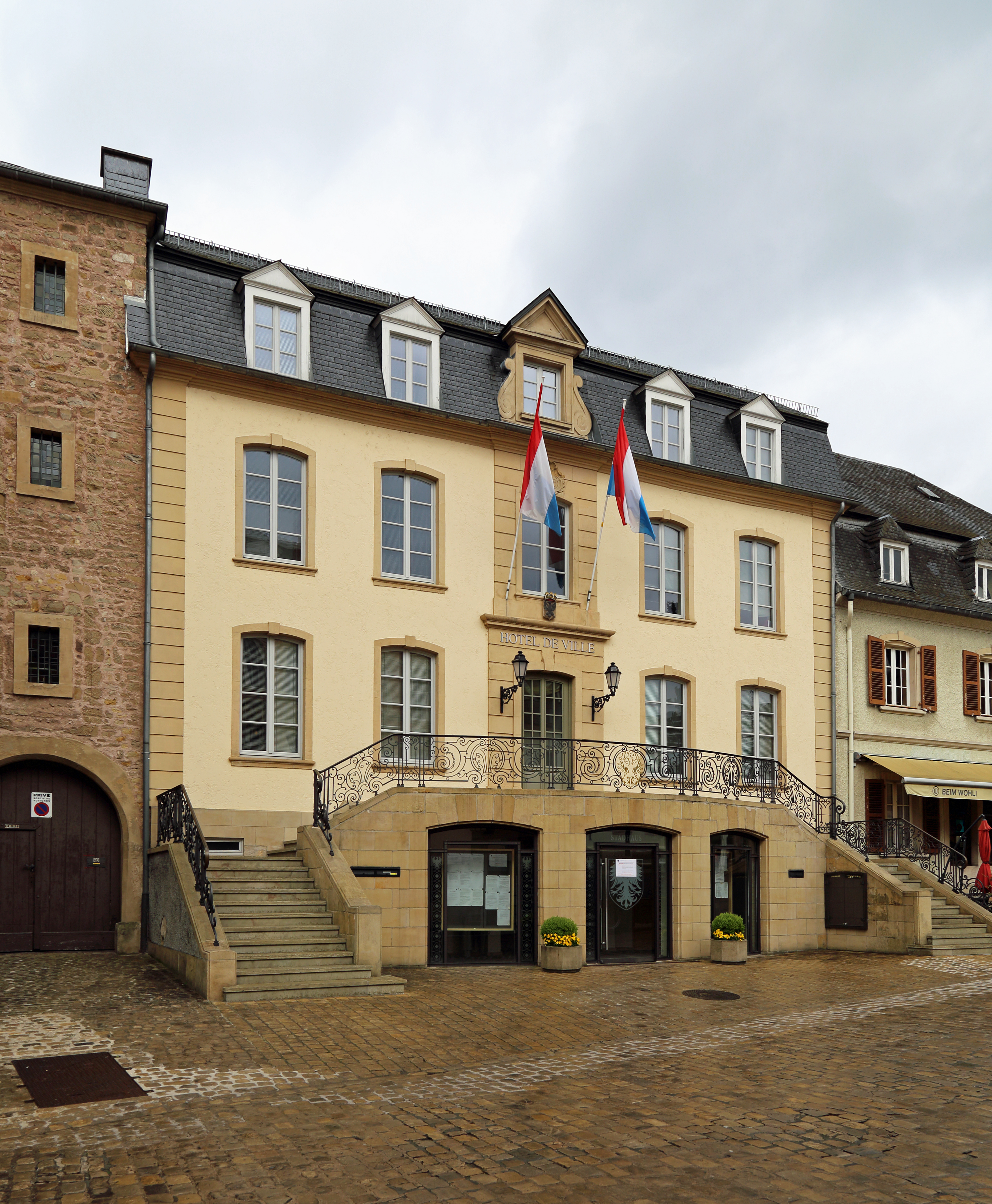
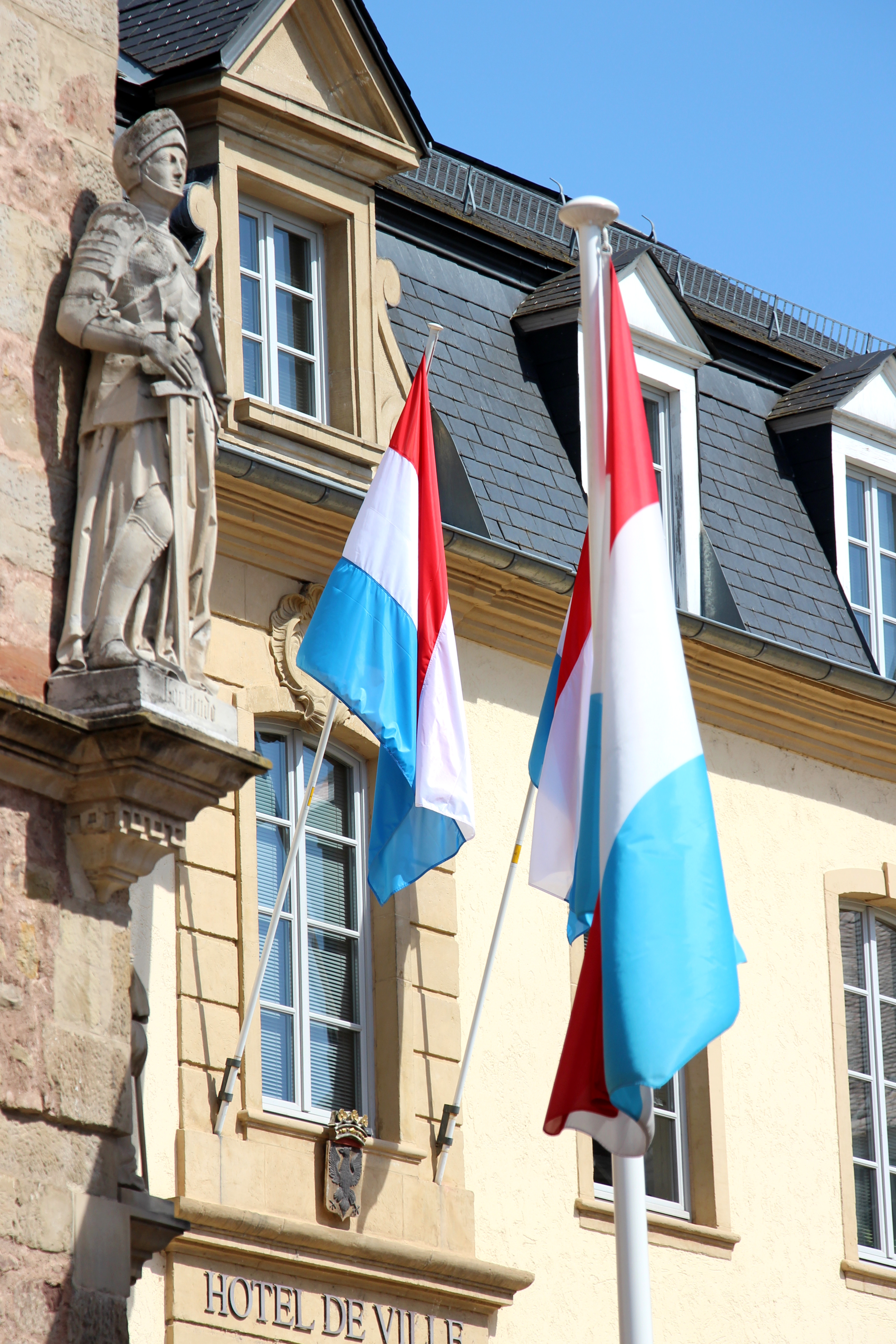